# Diecezja São João del Rei

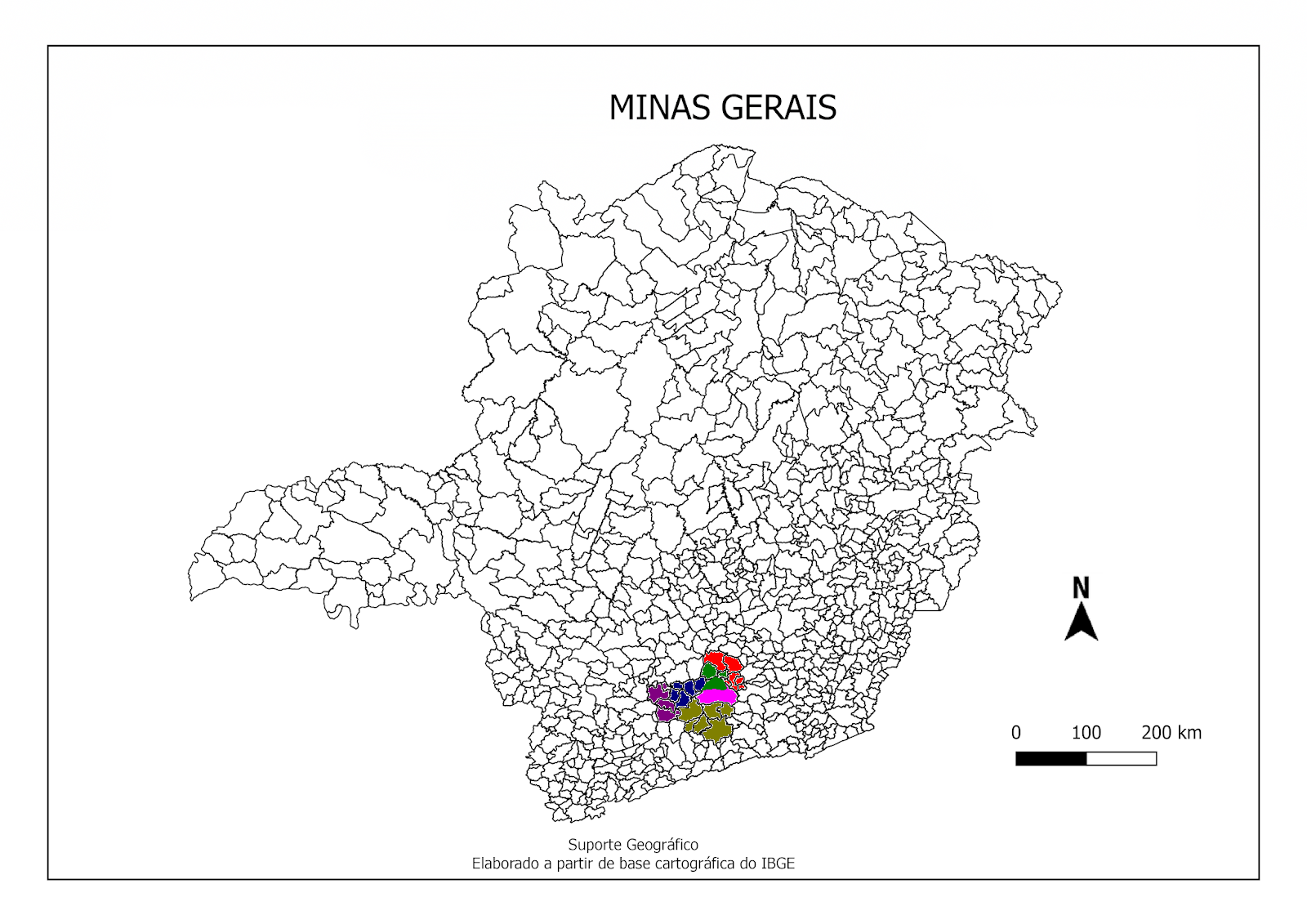
Diecezja São João del-Rei (Minas Gerais).

Diecezja São João del Rei (łac. Dioecesis Sancti Ioannis a Rege) – diecezja Kościoła rzymskokatolickiego w Brazylii. Należy do metropolii Juiz de Fora, wchodzi w skład regionu kościelnego Leste II. Została erygowana przez papieża Jana XXIII bullą Quandoquidem novae w dniu 21 maja 1960.